# Vakkenspel
Het vakkenspel is een spel dat buiten wordt gespeeld met een bal.

## Situatieschets
Op de weg (of een andere plaats buiten) wordt een vak afgetekend met krijt, of er worden bepaalde punten (bijvoorbeeld tussen een paar bomen, etc.) afgesproken die het vak vormen. 
Hoe groot het vak is en wat voor een vorm het vak heeft, maakt niet uit. Wel is het zo dat hoe groter het vak is, hoe makkelijker het spel en hoe kleiner het vak, hoe moeilijker het spel.
maar als er iemand zegt 7 en je staat al in 7 en zet dan een stap dan ben je af.

## Doel van het spel
Het doel van het spel is de andere spelers uit te spelen. Het is de bedoeling dat de bal binnen het vak langs elkaar heen wordt gespeeld. Als de bal buiten het vak komt, is degene waar de bal wordt langs geschoten uit. En moet het veld verlaten. Gaat de bal uit, terwijl deze niet langs iemand wordt geschoten, dan is degene uit die de bal het laatste heeft aangeraakt. Je mag de bal maar 1 keer aanraken en alleen met de voeten. Als een bal het vak uitrolt maar weer terug rolt (bijvoorbeeld als deze tegen een boom rolt en terugkomt) gaat het spel door.